# Конак у Владимирцима
Конак у Владимирцима је зграда некадашњег седишта среза у Владимирцима, подигнута 1854. године, као непокретно културно добро има статус споменика културе.

## Историја
Књаз Милош Обреновић је указом 1829. године наредио да се, поред осталих зграда у Србији, сагради и зграда седишта среза у Владимирцима. Зграда је завршена 1854. године о трошку мештана, тако да је свака пореска глава имала дати по два цванцика. Озидана је за потребе власти и становање среског начелника. Касније је у народу добила назив Конак.

## Милован Глишић и Конак
Писац Милован Глишић (1847—1908), који је родом из Ваљева, радњу своје познате приповетке Глава шећера  поставио је у тадашње седиште среза, у зграду Конака (иако никад није боравио у Владимирцима). По причама владимирачких сељака на ваљевској пијаци сазнао је о преварама начелника Максима Сармашевића и пандура (полицајца) Ђуке, који су више пута препродавали дело Глава шећера и варали сељаке.

## Конак данас
Данас је Конак седиште Библиотеке „Диша Атић“, која поседује око 50.000 књига, галерију, легат слика завичајног сликара Милана Радоњића и користи се за потребе културе. У парку испред Конака налази се биста у камену Милована Глишића, рад Косте Богдановића. Зграда Конака се налази од 1976. године под заштитом државе као најстарија зграда у Посавотамнави.